# Vincent Lecuyer
Vincent Lecuyer (Nantes, 25 april 1976) is een Frans acteur.
Vincent Lecuyer studeerde in 2001 af aan het Conservatoire royal de Bruxelles en won daar de eerste prijs. Hij was chauffeur-interviewer in het programma Hep Taxi! op La Une van de RTBf. Verder is Lecuyer vooral een theateracteur.
Hij had rollen in de films JCVD van Mabrouk El Mechri uit 2008, Bienvenue à Marly-Gomont van Julien Rambaldi uit 2016, Je me tue à le dire van Xavier Seron uit 2016 en Le Syndrome des amours passées van Ann Sirot en Raphaël Balboni uit 2023. Ook speelde hij in de televisieseries La Trêve (2016) en Pandore (2022).